# Saint-Georges (Pas-de-Calais)
Saint-Georges (Aussprache [sɛ̃ ʒɔʁʒ]) ist eine französische Gemeinde mit 325 Einwohnern (Stand: 1. Januar 2022) im Département Pas-de-Calais in der Region Hauts-de-France (vor 2016 Nord-Pas-de-Calais). Sie gehört zum Arrondissement Montreuil und ist Mitglied im Gemeindeverband Communauté de communes des 7 Vallées. Die Einwohner werden Saint-Georgeois und Saint-Georgeoises genannt.
Nachbargemeinden von Saint-Georges sind Hesdin-la-Forêt im Westen und Nordwesten, Le Parcq im Norden, Vieil-Hesdin im Osten, Le Quesnoy-en-Artois im Südwesten sowie Vacqueriette-Erquières im Süden.

## Bevölkerungsentwicklung
| Jahr      | 1962 | 1968 | 1975 | 1982 | 1990 | 1999 | 2007 | 2014 |
| Einwohner | 272  | 271  | 293  | 305  | 305  | 266  | 300  | 323  |

## Sehenswürdigkeiten
- Kirche Saint-Georges
- Kriegerdenkmal